# Florens Foster Dženkins
Florens Foster Dženkins je bila američka pevačica amaterka koja je imala status žene iz otmenog društva. Često je bila okarakterisana kao najgora operska pevačica na svetu. 

## Rani život i karijera
Rođena je u Pensilvaniji kao ćerka advokata i veleposednika.
Foster je rekla da je njena strast za javnim nastupima započela kada je imala sedam godina. Talentovana pijanistkinja, obavljala je funkcije u društvu kao „Mala gospođica Foster“ i održala je recital u Beloj kući tokom administracije predsednika Raderforda B. Hejsa. Nakon završene srednje škole, nadala se da će studirati muziku u Evropi raspršila se kada je otac odbio dozvolu i finansiranje. 1885. godine, u dobi od 17 godina, Florens je pobegla sa Frenkom Torntonom Dženkinsom, 16 godina starijim lekarom, u Filadelfiju, gde su se venčali. Sledeće godine, nakon što je saznala da se od muža zarazila sifilisom, prekinula je njihovu vezu i navodno više nikada nije razgovarala o njemu. Godinama kasnije, ona je tvrdila da joj je dodeljen ukaz o razvodu 24. marta 1902, iako nije pronađena dokumentacija o bilo kojoj takvoj presudi. Prezime Dženkins zadržala je do kraja života. 
Nakon što je povreda ruke okončala njene težnje kao pijanistkinja, ona je držala časove klavira u Filadelfiji da bi se izdržavala; ali oko 1900. preselila se sa majkom u Njujork. Godine 1909, u ranim četrdesetim godinama, Florens je upoznala 33-godišnjeg britanskog glumca po imenu Kler Bejfild; započeli su nejasno definisanu zajedničku vezu koja je nastavila ostatak njenog života. Nakon očeve smrti kasnije te godine, Florens je postala korisnica znatnog poverenja i odlučila je da nastavi svoju muzičku karijeru kao pevačica, a Bejfild je bio njen menadžer. Počela je da drži časove pevanja i uronila je u bogato njujorško društvo, pridruživši se desetinama društvenih klubova. Kao „predsedavajući muzikom“ za mnoge od ovih organizacija, ona je počela da proizvodi "žive slike" - popularne diverzije u društvenim krugovima gornje kore te ere. U svakoj od ovih produkcija, ona bi se uvek pojavila kao glavni lik na finalnom platnu, noseći složeni kostim sopstvenog dizajna. Na široko objavljenoj fotografiji, ona pozira u kostimu, u kompletu sa anđeoskim krilima.

## Pevačka karijera
Prema objavljenim kritikama i drugim savremenim izveštajima, njeno znanje sviranja klavira nije dobro prešlo na njeno pevanje. Opisano je da ima velike poteškoće sa osnovnim vokalnim veštinama kao što su visina tona, ritam i održavanje nota i fraza. Na snimcima se može čuti njen korepetitor kako vrši prilagođavanja kako bi nadoknadio njene stalne varijacije tempa i ritmičke greške ali malo je mogao da učini da prikrije njenu netačnu intonaciju. Bila je stalno ravna, ponekad i prilično. Njena dikcija je bila slično nekvalitetnoj, posebno sa tekstovima na stranom jeziku.
Teške operske arije koje je Florens odlučila da izvede - a sve to daleko iznad njene tehničke sposobnosti i vokalnog opsega - poslužile su samo da naglasi ove nedostatke. „Ne postoji način da se o tome čak i pedagoški razgovara“, rekao je vokalni instruktor Bil Šuman. "Neverovatno je da ona čak pokušava da peva tu muziku."
Pitanje da li je „Lejdi Florens“ - kako je volela da je zovu i često je potpisivala tako autograme - bila umešana u šalu ili iskreno verovala da ima vokalni talenat, ostaje predmet rasprave. S jedne strane, dovoljno se upoređivala sa poznatim sopranistkinjama Fredom Hempel i Luizom Tetracini i činila se nesvesnom podsmeha publike tokom svojih nastupa. Njeni odani prijatelji nastojali su da maskiraju smeh aplauzom; često su opisivali njenu tehniku znatiželjnim pitačima u „namerno dvosmislenim“ terminima - na primer, „njeno najbolje pevanje sugeriše nesputani nalet neke velike ptice“.
S druge strane, Florens je odbila da otvori svoje predstave široj javnosti i bila je očigledno svesna svojih klevetnika. „Ljudi mogu reći da ne znam da pevam“, rekla je jednom prijatelju, „ali niko nikada ne može reći da nisam pevala.“  Otpustila je svog prvobitnog korepetitora Edvina Mekartura, nakon što ga je uhvatila kako joj se smeje tokom predstave. Dosta se trudila da kontroliše pristup svojim privatnim recitalima koji su se održavali u njenom stanu. Prisustvo, samo na lični poziv, bilo je ograničeno na njene odane klupkinje i nekolicinu odabranih. Dženkins se sama brinula za distribuciju željenih karata, pažljivo isključujući neznance, posebno muzičke kritičare. „Nema šanse da ona to nije mogla znati“, rekao je Šuman. „Niko nije toliko svestan ... volela je reakciju publike i volela je da peva. Ali znala je.“ 
U dobi od 76 godina, Florens je konačno popustila pred zahtevima javnosti i rezervisala Karnegi Holu za opštu priredbu koja se održala 25. oktobra 1944. Ulaznice za događaj rasprodate su nedeljama unapred; potražnja je bila takva da je procenjeno 2.000 ljudi odbijeno na vratima mesta sa 2.800 mesta. Prisustvovale su brojne poznate ličnosti. Budući da je distribucija karata prvi put bila van njene kontrole, rugači, podsmevači i kritičari više nisu mogli biti držani na odstojanju. Novine sledećeg jutra bile su ispunjene zajedljivim, sarkastičnim kritikama koje su razorile Florens, prema Bejfildu.  „[Gospođa Dženkins] ima sjajan glas“, napisao je kritičar Njujork Sana. „U stvari, ona može da peva sve osim nota ... Većini njenog pevanja beznadežno je nedostajao prividan ton, ali što je nota bila dalje od pravilnog uzvišenja, to se više publika smejala i aplaudirala.“ Njujork Post je bio još manje dobrotvoran: „Lejdi Florens ... prepustila se sinoć jednoj od najčudnijih masovnih šala koje je Njujork ikada video.“ 

## Zdravstveni problemi
Neke njene poteškoće u performansama pripisane su nelečenom sifilisu, koji uzrokuje progresivno pogoršanje centralnog nervnog sistema u kasnijim fazama. Oštećenje živaca i drugi morbiditeti uzrokovani bolešću možda su bili usloženi toksičnim neželjenim efektima - kao što je gubitak sluha - od žive i arsena, preovlađujućih (i uglavnom neefikasnih) lekova protiv sifilisa iz pre-antibiotske ere. Kada je penicilin postao opšte dostupan četrdesetih godina, njena bolest je prešla u tercijarnu fazu, koja ne reaguje na antibiotike. 

## Spoljašnje veze
- Florence Foster Jenkins ephemera, a scrapbook kept for Jenkins and her husband, St. Clair Bayfield, in the Music Division of The New York Public Library for the Performing Arts
- Liner-notes from the RCA CD, photos, and an article on Jenkins by Daniel Dixon
- Maureen Lipman, "Playing the diva of din", The Guardian, November 3, 2005
- "Tra-la-laughable, but loving it" about the play Glorious!, The Sydney Morning Herald (October 4, 2007)
- 5 People Who Failed Their Way to Fame And Fortune – #2. Florence Foster Jenkins